# سوسکچه‌های دماغ‌دراز
سوسکچه‌های دماغ‌دراز (نام علمی: Brentidae) خانواده‌ای از سوسکچه‌ها هستند که چوب‌خوار می‌باشند.

## References
- Oberprieler, R. G.; Marvaldi, A. E.; Anderson, R. S. 2007: Weevils, weevils, weevils everywhere. Pp. 491-520 in: Zhang, Z.-Q. & Shear, W. A. (Eds) Linnaeus tercentenary: progress in invertebrate taxonomy. Zootaxa, 1668: 1–766.  بایگانی‌شده  در ۱ مارس ۲۰۱۱ توسط Wayback Machine
- Brentinae - primitive Weevils of Florida on the دانشگاه فلوریدا / Institute of Food and Agricultural Sciences Featured Creatures website
- اطلاعات مرتبط سوسکچه‌های دماغ‌دراز در ویکی‌گونه.